# Denzell García
Pour les articles homonymes, voir García.
Denzell García, né le 15 août 2003 à Ahome au Mexique, est un footballeur mexicain qui évolue au poste de milieu défensif au FC Juárez.

## Biographie

### Carrière en club
Né à Ahome au Mexique, Denzell García est formé par le Cruz Azul mais ne s'y impose pas. En 2020, à l'âge de 17 ans il rejoint le FC Juárez et devient un élément important dans les différentes catégories de jeunes du club, jusqu'à atteindre l'équipe première. Il joue son premier match en professionnel le 10 avril 2022 face au Club América dans le championnat mexicain. Il entre en jeu à la place de Fernando Arce Jr. (en) et son équipe est battue par trois buts à zéro.
Le 4 février 2023, García inscrit son premier but en professionnel, à l'occasion d'une rencontre de championnat face au Mazatlán FC. Titulaire, il ouvre le score et participe à la victoire de son équipe par trois buts à deux.

### En sélection
Denzell García est sélectionné avec l'équipe du Mexique des moins de 23 ans, jouant un match en 2023.